# Florette (Schiff)
Die Florette ist ein in Limite sul’Arno (Italien) 1921 in Holz gebautes, zweimastiges Segelschiff mit der originalen Takelung einer Brigantine. Das 40 Meter lange und 7 Meter breite Schiff wird als eine der letzten originalen Brigantinen des Mittelmeers bezeichnet. Das ursprünglich für den Transport von Carrara-Marmor erbaute Handelsschiff segelt heute immer noch in seinem Stammgebiet im westlichen Mittelmeer mit dem Schwerpunkt bei den Liparischen Inseln im Tyrrhenischen Meer, inzwischen allerdings umgebaut als Charter- und Segelschulschiff mit elf Kabinen für sechs Stamm- und bis zu 30 Gastbesatzungsmitglieder. Heimathafen ist Valletta (Malta).

## Geschichte
Die Florette lief 1921 in der berühmten, bereits um 1600 begründeten und bis heute in La Spezia bestehenden Picchiotti-Werft in Limite sul’Arno als reines Holzsegelschiff vom Stapel und absolvierte ihre Jungfernfahrt im Januar 1922. Der Schiffsname Florette ist die Verkleinerungsform des italienischen weiblichen Vornamens Flora, lautmalerisch abgeleitet aus dem lateinischen Wort Flos, die Blume. Erbaut für die Familie Telaro aus Marina di Carrara war die Konstruktion speziell für den Transport von bis zu 200 Tonnen Ladung in Form von Blöcken aus Carrara-Marmor ausgelegt. Hierzu wurde sie über die ganze Länge mit zusätzlichen Querstreben aus Eichenholz verstärkt und mit zwei besonders kleinen Ladeluken ausgestattet. Durch ihre massive Bauweise und Rumpfform war die Florette in der Lage, auch ohne Ladung bzw. Ballast zu segeln. Schiffsbautechnisch eigentlich schon damals ein Oldtimer, wurde sie von Beginn an als Brigantine konstruiert und getakelt. Am Vormast hatte sie ursprünglich vier Rahsegel bei insgesamt bis zu 600 m² Segelfläche, keine Aufbauten und keine Motorisierung. Für Hafenmanöver besaß sie ein schweres Ruderboot, das auf Deck mitgeführt wurde. Die Besatzung bestand aus dem ersten Eigner und Kapitän Giovanni Telaro sowie sechs Seeleuten. Der Kapitän besaß achtern eine Kabine, während die Besatzung das Vorschiff bewohnte. Zumeist vom Hafen von Carrara aus segelte die Florette in den folgenden Jahren mit dem kostbaren Marmor zu vielen Häfen im Mittelmeer, wobei auf der Rückreise jeweils gemischte Ladung mitgeführt wurde. Vor allem, um Hafenmanöver zu erleichtern, wurde 1936 ein erster Zweizylindermotor mit 60 PS Leistung eingebaut.

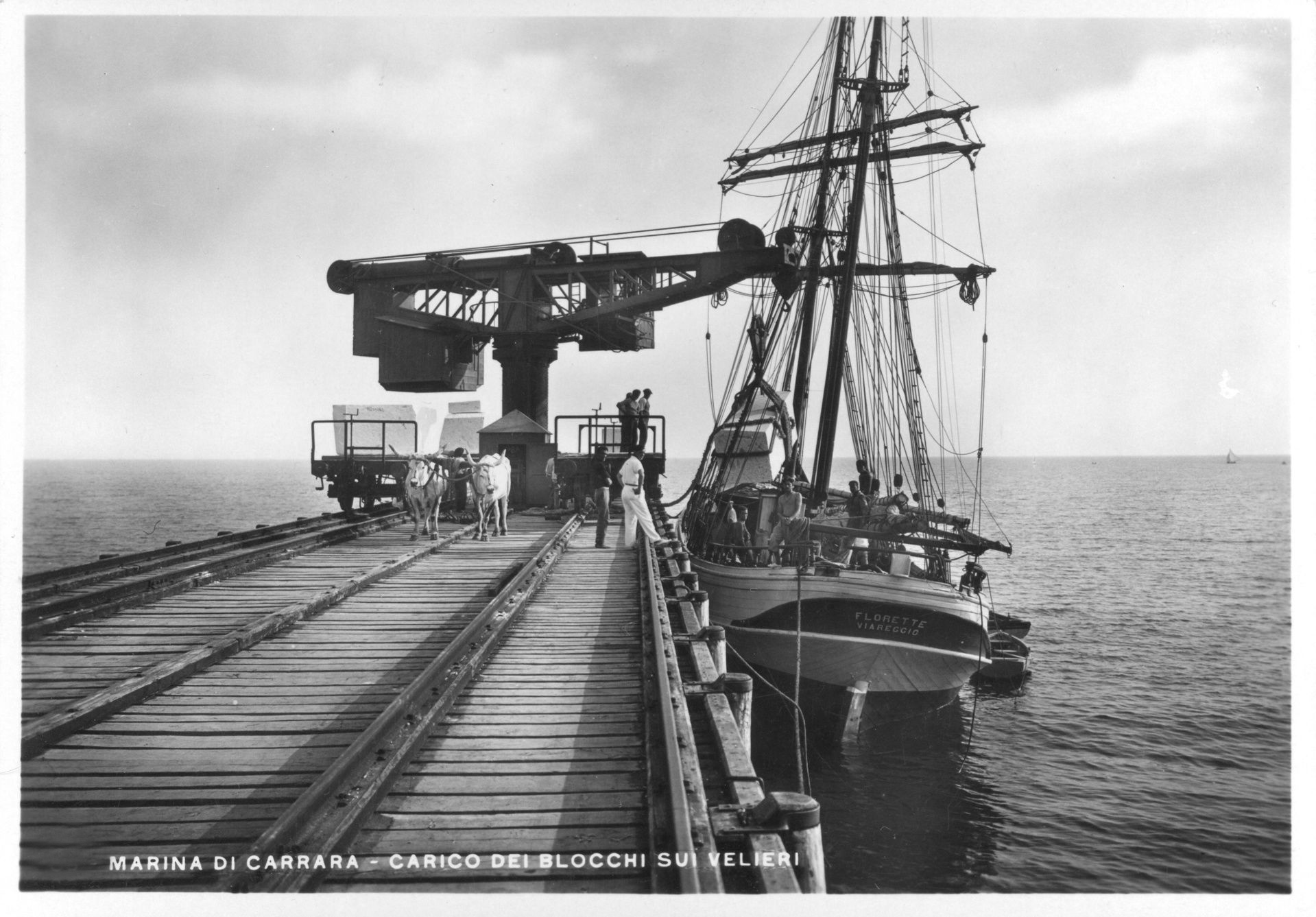
Brigantine Florette in den 1930er Jahren im Hafen von Marina di Carrara beim Laden von Marmor

1941 erfolgte ein gravierender Einschnitt: Die Florette wurde durch die italienische Marine kriegsbedingt beschlagnahmt. Mit einem Kanonengeschütz, zwei schweren Maschinengewehren und Funk ausgerüstet, wurde die Besatzung mit sechs bewaffneten Marinesoldaten aufgestockt und das Schiff für Patrouillen eingesetzt. Auf Wacheinsatz vor Capri erfuhr Kapitän Telaro im September 1943 von der Kapitulation Italiens gegenüber den alliierten Streitkräften, worauf er Segel setzen ließ, um nach langer Abwesenheit die Fahrt nach dem heimatlichen Hafen Marina di Carrara anzutreten. In Küstennähe auf der Höhe von Civitavecchia (bei Rom) wurde die Florette von deutschen Seestreitkräften gestoppt, in den Hafen beordert und erneut beschlagnahmt. Nun deutschem Befehl unterstellt, musste Kapitän Telaro als Truppentransporter zunächst Soldaten nach Livorno überführen. Anschließend sollte so rasch als möglich eine Ladung von 200 Tonnen Munition von Livorno nach Sardinien gebracht werden. Das Schiff wurde hierfür an der äußersten Mole vertäut. In der Nacht gab es einen Luftangriff der Amerikaner auf den Hafen von Livorno, während der sich Kapitän Telaro zu einer drastischen Entscheidung durchrang. Er ließ alle Seeventile öffnen und versenkte sein eigenes Schiff auf dem Grund des Hafenbeckens – so als sei es ein Opfer des Luftangriffes geworden. Denn mit 200 Tonnen Munition am nächsten Tag auszulaufen, während alliierte Streitkräfte zu Wasser und der Luft vor dem Hafen lauerten, erschien ihm zu riskant. Damit war der Kriegseinsatz der Florette beendet.
Im Herbst 1944 befreiten die Amerikaner Livorno und Kapitän Telaro kehrte nach Livorno zurück, wo noch immer die Masten der Florette aus dem Hafenbecken ragten. Die Amerikaner erfuhren von der Geschichte der freiwilligen Versenkung, um dem Kriegsdienst der Deutschen zu entgehen und bargen daraufhin das weitgehend intakte Schiff. Innerhalb von sechs Wochen wurden Schiff und Motor überholt, neu gestrichen und mit neuen Segeln betakelt. Im Auftrag der britischen Admiralität brachte es anschließend Nahrung nach Malta und fuhr Material nach Livorno, bis es wieder ins Marmortransportgeschäft zurückkehrte.
1952 erfolgte der Umbau zu einem Gaffelschoner mit zwei großen Gaffelsegeln und drei Vorsegeln am Fockmast sowie der Einbau einer neuen Vierzylinder-Dieselmaschine mit 130 PS Leistung. Als maschinenunterstützter Frachtsegler fuhr die Florette weiterhin im westlichen Mittelmeer bis zum Ruhestand von Kapitän Telaro im November 1968. Das Schiff wurde nach Livorno überführt und als Frachtsegler zum Verkauf angeboten.
1968 erwarb der deutsche Brauereidirektor Edmund Fumian (1911–1998) das Schiff und baute es bis 1971 zu einer Segelyacht mit Kabinen, Saloon, zwei Badezimmern, neuem Deck und Kombüse um; der alte Schiffsdiesel wurde restauriert und war bis mindestens 1978 in Verwendung. Er betrieb das Schiff als Segel- und Tauchschiff im Mittelmeer und lebte während diese Zeit auf dem Schiff und auf Ischia. Umbauarbeiten erfolgten zu einem großen Teil im Hafen von Porto Ercole. Die Arbeiten wurden teilweise von Werkstätten der Brauerei Wührer übernommen. Zunächst unter der Flagge von Panama registriert, wechselte die Florette 1974 zur maltesischen Flagge mit der Registriernummer „No.0064“. Im Frühjahr 1978 kam Jochen Eichler als neuer Kapitän an Bord, infolgedessen die Florette auch zu einem Segelschulschiff für eine Segelschule auf Elba wurde. Sie segelte nun unter italienischer Flagge mit Registrierung in Livorno unter der Nummer LI-008ND. Im gleichen Jahr wurde der einfacheren Handhabung wegen die Betakelung zu der eines Stagsegelschoners geändert. Erst Kapitän und dann Teilhaber wurde anschließend der Brite Ron Haynes Senior. In der Sabatini-Schiffswerft bei Porto Ercole am Monte Argentario in der Toskana, welche als eine der wenigen noch Erfahrung im traditionellen Holzschiffsbau besaß, folgten jeweils im Winter Restaurierungsarbeiten am Rumpf sowie der Einbau eines neuen, 260 PS starken Motors.
1979 entschied sich der Inhaber, das Schiff zu verkaufen. Der Kapitän und Partner Ron Haynes Senior entschloss sich daraufhin mit seiner deutschen Frau Christel und seinem dreijährigen Sohn Ron Haynes Junior, das Schiff zu übernehmen. Neue Basis wurde ab Sommer 1980 Porto Santo Stefano am Monte Argentario, von wo aus Tauchtörns an die Südküste Frankreichs, nach Korsika, Sardinien und Sizilien erfolgten. Das Schiff wurde 1982 unter die britische Flagge gebracht. 1991 wurde das Winterquartier nach Malta verlegt. 1996 wurde das Schiff nach den originalen Lloyd’s-Plänen aus dem Jahr 1921 wieder als traditionelle Brigantine getakelt, nun allerdings mit drei Rahen am Vormast und insgesamt 550 m² Segelfläche. Außerdem wurde eine neue Hauptmaschine mit 360 PS Leistung eingebaut. Seither wurde die Florette für Tauch- und Segeltörns sowie von Meeresforscherteams genutzt. Im Jahr 2000 übernahm Ron Haynes Junior als Kapitän das Schiff sowie die, bei einem fast hundertjährigen Schiffs-Oldtimer aus Holz notwendigen, allwinterlichen Restaurierungs- bzw. Erhaltungsarbeiten in Malta sowie in der auf Holzschiffsbau spezialisierten Werft Oceanica Naval Cantiere SRL im sizilianischen Licata. 2005 wurde die Florette wieder unter die maltesische Flagge mit Sitz der Familie-Haynes-Betreibergesellschaft Historical Tallship Sailing in La Valletta gebracht. Im Jahr darauf erfüllte die Florette alle Kriterien bzw. bestand alle Tests nach der neuen EU-Klassifikation für traditionelle Segelschiffe und wurde als hochseetüchtige Charteryacht und Segelschulschiff zertifiziert. Mit ihrer alten Registriernummer „No.0064“ ist die Florette derzeit das älteste, registrierte, kommerzielle Schiff unter maltesischer Flagge. Neben den Törns im westlichen Mittelmeer mit Schwerpunkt Liparische Inseln, wobei Vibo Marina in Kalabrien der Ausgangshafen ist, wird die Florette im Winter immer wieder auch für diverse Produktionen von Film und Fernsehen sowie für Veranstaltungen im Hafen von La Valletta genutzt. Die Florette ist das offizielle Segelschulschiff der Malta Sailtraining Association.
Erster Atlantiktörn

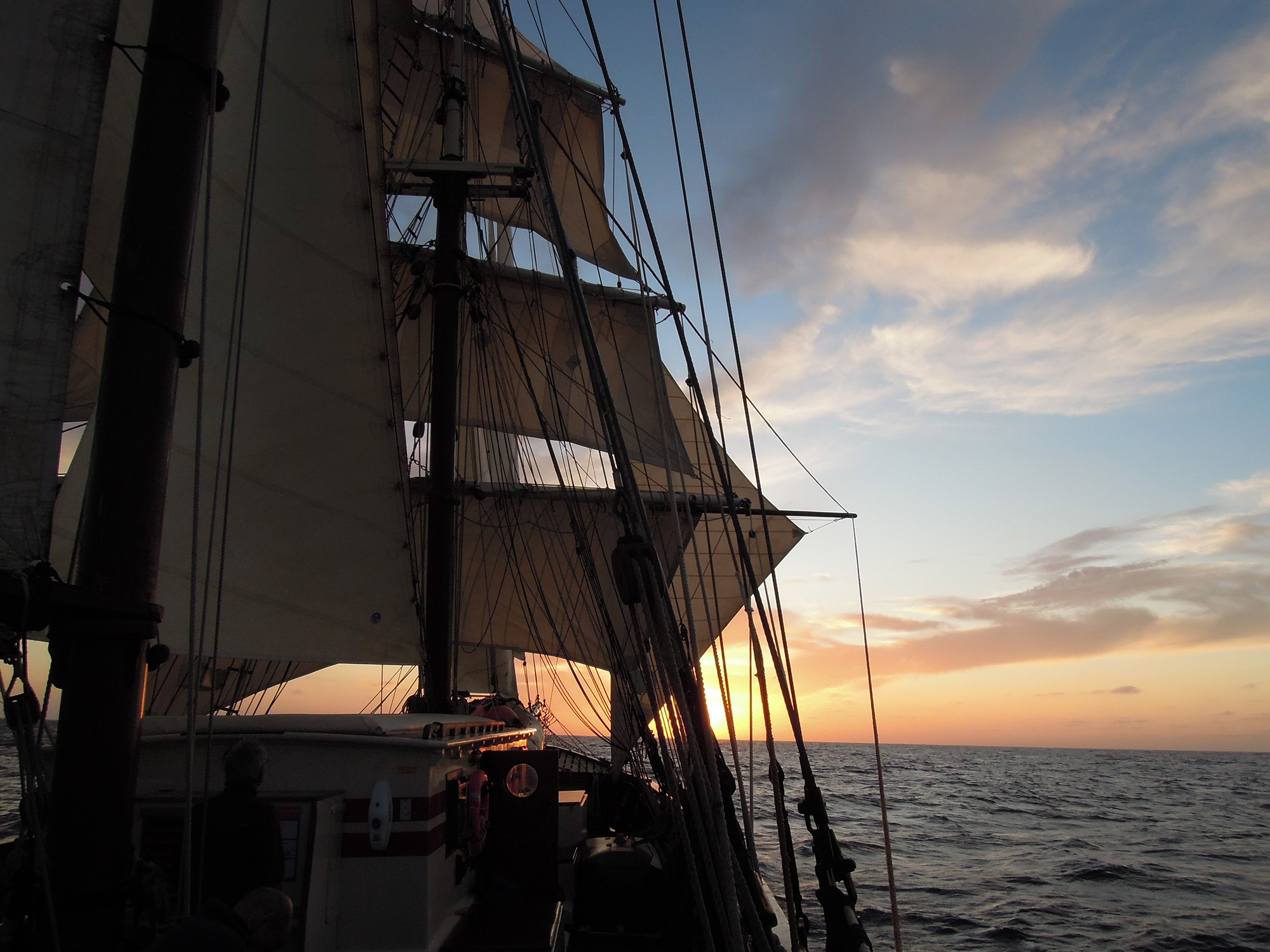
Florette mit gesetzten Lee- und Rahsegeln bei der Atlantiküberquerung im Dezember 2019

Bei Werftaufenthalten in den Wintermonaten 2017, 2018 und 2019 waren mit der Erneuerung bzw. Überholung von Planken und 
Spanten, einer neuen Schiffsschraube, dem Einbau eines stählernen Längskiel, eines Bugschotts vor dem Fockmast und der Ausrüstung mit Leesegeln an der Fockrah die Voraussetzungen für eine sichere Atlantiküberquerung geschaffen worden. Hinzu kam die Erweiterung bzw. Erneuerung der Kühllasten und Tanks, der Generatoren und Osmosegeräte bzw. der für weltweite Fahrt erforderlichen Aufrüstung des Navigations-, Funk- und Sicherheitsequipments wie der medizinischen Ausstattung.
Im November/Dezember 2019 überquerte die Florette in 30 Tagen nonstop den Atlantik von Cartagena (Spanien) nach St. George’s (Grenada). Nach Törns in den Kleinen und Großen Antillen kehrte die Florette nach einer coronabedingten, mehrwöchigen Quarantäne vor Martinique im Frühjahr 2020 von der Karibik in 45 Tagen nonstop zurück in ihren Ausgangshafen Vibo Marina (Italien).

## Technische Beschreibung

### Rumpf
Die Rumpfform der Florette entspricht dem in Viareggio in der Toskana vom 18. bis ins 19. Jahrhundert weiterentwickelten Bootstyp der Brigantine bzw. Barkentine. Die für die Handelsfahrt gebauten Schiffe waren für ihre außergewöhnlich guten Segeleigenschaften, ihre Seetüchtigkeit und Langlebigkeit berühmt. Sie verfügten über einen großen und breiten Bug und ein relativ kleines und schmales, rundes Heck. Bei einer Länge von 40 m und einer Breite von 7,20 m bestehen der Kiel, die Spanten und Querstreben aus genageltem Eichenholz. Der mehrschichtig aufgebaute Kiel besitzt dabei über dem untersten Kielholzbalken zum Schiff hin eine Trennschicht aus Teerpappe gegen den im Mittelmeer allgegenwärtigen Bohrwurmbefall. Das innen wie außen kraweelbeplankte Schiff hat im Unterwasserbereich bis zu 10 m lange und 7 cm dicke Eisenholzplanken (Azobe) und über Wasser bis zu 10 Meter lange und 7,5 cm dicke Planken aus Mahagoniholz. Die Kalfaterung besteht aus geteerten Hanfschnüren. Das circa 160 m² große Deck ist komplett mit Teakholz beplankt und alle Auf- und Ausbauten bestehen aus verschiedenen Bootsbauhölzern, z. T. unter Verwendung von leichtem Bootsbausperrholz.

### Rigg und Takelung

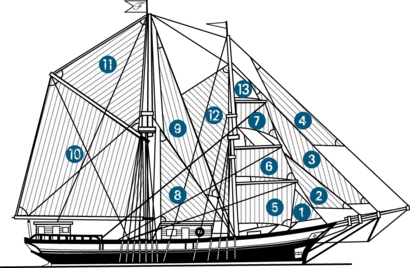
Takelage des Schiffs

Das Rigg wird getragen von dem 25 Meter hohen zweiteiligen Großmast und dem mit 22 m etwas niedrigeren Fockmast. Bugspriet, Rahen wie auch Baum und Gaffel des Gaffelsegels bestehen aus Rundhölzern. Auch die Blockgehäuse der Umlenkungen und Flaschenzüge bestehen aus Holz – alle allerdings entsprechend zertifiziert. Das Rigg entspricht bis auf die vierte oberste Rah der originalen Betakelung von 1921, d. h. einer Brigantine traditioneller Handhabung mit insgesamt circa 550 m² Segelfläche aus vier Vorsegeln (von innen nach außen: Vorsegel, Innenklüver, Außenklüver und Flieger), drei Rahsegeln (von unten nach oben: Focksegel, Marssegel und Bramsegel), wobei bei Schwachwind ein dreieckiges Skysegel darüber gespannt werden kann, sowie zwei Stagsegeln zwischen Fock- und Großmast (Stagsegel und Stagsegel-Toppsegel). Letzteres kann bei Schwachwind durch ein Tuch mit deutlich größerer Fläche ersetzt werden. Das zweifach reffbare Haupt- bzw. Gaffelsegel besitzt mit circa 140 m² die größte Segelfläche des Schiffes. Darüber kann bei Schwachwind noch ein fliegend gefahrenes, dreieckiges Gaffeltoppsegel gesetzt werden. Die Segel bestehen aus vernähtem und geklebtem Dacrontuch der Fa. North Sail. Die maximale Geschwindigkeit unter Segel beträgt 12 Knoten über Grund, bei entsprechend günstiger Strömung auch ein klein wenig mehr.
Das stehende Gut der Florette besteht aus Drahttauwerk unterschiedlicher Stärken während das laufende Gut (Fallen, Niederholer, Schoten, Brassen, Geitaue, Gordings und Toppnanten) aus Polypropylentauwerk besteht, welches sich hanfseilähnlich anfühlt und auch so aussieht, aber wesentlich höhere Bruchlasten erreicht und viel weniger dem Verschleiß unterliegt. Insgesamt 88 Tampen sind auf den um die Masten und längs der Bordwände angeordneten, hölzernen Belegbänken auf Holz- und Metallnägel belegt und werden beim Segelsetzen und Bergen, beim Manövrieren und Trimmen der Segel entsprechend von Hand bedient.

### Ausstattung
Unter Deck gibt es elf Doppelkabinen und drei Sanitäreinrichtungen. Alle Kabinen sind mit fließendem Wasser, 220-V-Anschluss, einem kleinen Tisch, einem Schrank, einer großen Decksluke für Frischluft und natürliches Tageslicht sowie traditionell mit Stockbetten (ohne Leiter) oder kleinem Doppelbett ausgestattet. Im 36 m² großen Saloon mit Bar und Kühlschrank befinden sich zwei große Tische zum Essen und Verweilen. Im Deckshaus befinden sich die Mannschaftsquartiere und die Kombüse. Am Heck befindet sich das Brückenhaus mit Ruderstand, Navigation, Niedergang zur Kapitänskajüte sowie eine Deckstoilette. An Bord befinden sich Kajaks, Standups, Schnorchelausrüstung, Hochseeangeln, Taucherflaschen und zwei Schlauchboote.

### Technik und Ausrüstung
Das originale Steuerrad aus Teakholz benötigt 14 Umdrehungen, um das Ruder von hart Back- auf Steuerbord zu legen. Die zwei Unionanker hängen an je 125 m langen und 22 mm starken Ankerketten. Diese können über eine hydraulische Ankerwinde gehoben werden.
Das Schiff ist mit Autopilot, 360-PS-Diesel-Hauptmaschine, drei Generatoren, großen Batteriebänken für motorloses Segeln, Osmosegerät, Kläranlage, Tauchkompressor, Klimaanlage, 6000-Liter-Wassertank und 5000-Liter-Dieseltank ausgestattet. Navigation, Funk- und Sicherheitsausstattung entsprechen der Sicherheits-, Feuerschutz- und Rettungsausrüstung gemäß den Richtlinien nach Malta Commercial Yacht Code.